# Calyptranthes hatschbachii
Calyptranthes hatschbachii är en myrtenväxtart som beskrevs av Carlos Maria Diego Enrique Legrand. Calyptranthes hatschbachii ingår i släktet Calyptranthes och familjen myrtenväxter. Inga underarter finns listade i Catalogue of Life.